# HK Bělehrad
HK Bělehrad byl hokejový klub z Bělehradu, který byl založen federací a jejím novým prezidentem Markem Milovanovićem v roce 2016. Tým byl poskládán z nejlepších hráčů v zemi, především z Partizanu Bělehrad a Crvené Zvezdy Bělehrad, za účelem zkvalitnění srbské reprezentace a prezentování srbského hokeje v mezinárodní Erste Lize (MOL Lize).

## Historie
V sezóně 2016/17 hrál HK Bělehrad v mezinárodní Erste Lize (MOL Lize) a poté se zapojil do play off srbské ligy. V Erste Lize (MOL Lize) skončil klub na 10. místě z 11 účastníků a nepostoupil do play off. V srbské lize play off vyhrál a získal srbský titul. I přes tento úspěch HK Bělehrad zanikl hned po první sezóně.

## Vítězství
Srbská liga ledního hokeje – 2017